# Zinéievka
Zinéievka - Зинеевка (rus) - és un poble de l'óblast de Smolensk, a Rússia, que el 2012 no tenia cap habitant.